# Къща на доктор Стефан Узунов
Къщата на доктор Стефан Узунов се намира на улица „Христо Ботев“ № 141, на кръстовището с улица „Кольо Ганчев“ в Стара Загора.
Къщата е проектирана през 1905 г. от арх. Желязко Рашев в стил късен немски барок за нуждите на семейството на д-р Стефан Узунов. На ъгловата страна с двете улици е построена декоративна куличка с гирлянди по еркера и градени конзоли. През 1920 г. художник градинарят Димитър Иванов-Шопа, проектант на градския парк „Аязмото“, създава живописна градина в двора на къщата.
След смъртта на д-р Узунов наследниците му продават къщата на архитект Митко Тодоров. Той подготвя проект за възстановяването ѝ, но по-късно се отказва от имота и го продава на строителен предприемач.